# شاخص رنگ
شاخص رنگ (به انگلیسی: Color index)، در ستاره‌شناسی، بیان عددی ساده‌ای است که رنگ یک شیء را در مورد ستاره‌ای که درجه حرارتش را از دست می‌دهد تعیین می‌کند.
هرچه مقدار این شاخص برای ستاره ای کمتر باشد، نشان دهنده آبی‌تر بودن و دمای بیشتر ستاره است. و هرچه مقدار آن بیشتر باشد، نشان دهندهٔ قرمزتر بودن و دمای کمتر ستاره است.
برای اندازه‌گیری شاخص، باید درخشندگی یک شیء را از طریق دو فیلتر مختلف مانند U و B، یا B و V، که در آن U حساس به اشعهٔ ماوراء بنفش، B حساس به نور آبی و V حساس به نور مرئی (سبز- زرد) باشد، پی در پی مشاهده کرد.
همچنین برای بدست آوردن شاخص رنگ می‌توان از اختلاف بین قدرهای VوB (فیلترها) و همچنین اختلاف UوV انجام شود.
mb-mv=CI
mu-mv=CI